# Municipio de Chest (condado de Cambria)
El municipio de Chest (en inglés: Chest Township) es un municipio ubicado en el condado de Cambria en el estado estadounidense de Pensilvania. En el año 2000 tenía una población de 346 habitantes y una densidad poblacional de 4.6 personas por km².

## Geografía
El municipio de Chest se encuentra ubicado en las coordenadas 40°41′24″N 78°37′40″O / 40.69000, -78.62778.

## Demografía
Según la Oficina del Censo en 2000 los ingresos medios por hogar en la localidad eran de $46,786 y los ingresos medios por familia eran $49,750. Los hombres tenían unos ingresos medios de $37,857 frente a los $27,500 para las mujeres. La renta per cápita para la localidad era de $15,276. Alrededor del 7,2% de la población estaban por debajo del umbral de pobreza.